# Skelpick
Skelpick (Schots-Gaelisch: Sgeilpeach) is een dorp ongeveer 3 kilometer ten zuiden van Bettyhill in de Schotse lieutenancy Caithness in het raadsgebied Highland.